# Despacha, que despiertan
|  |

El aguafuerte Despacha, que despiertan es un grabado de la serie Los Caprichos del pintor español Francisco de Goya. Está numerado con el número 78 en la serie de 80 estampas. Se publicó en 1799.

## Interpretaciones de la estampa
Existen varios manuscritos contemporáneos que explican las láminas de los Caprichos. El que se encuentra en el Museo del Prado se tiene como autógrafo de Goya, pero parece más bien despistar y buscar un significado moralizante que encubra significados más arriesgados para el autor. Otros dos, el que perteneció a Ayala y el que se encuentra en la Biblioteca Nacional, realzan la parte más escabrosa de las láminas.
- Explicación de esta estampa del manuscrito del Museo del Prado: Los duendecitos son la gente más hacendosa y servicial que puede hallarse: como la criada los tenga contentos, esfuman la olla, cuecen la verdura, friegan, barren y callan al niño; mucho se ha disputado si son Diablos o no; desengañémonos, los diablos son los que se ocupan de hacer el mal, o en estorbar que otros hagan el bien, o en no hacer nada.[2]

- Manuscrito de Ayala: Los frailes y monjas tienen francachelas de noche para cantar bien de día.[2]

- Manuscrito de la Biblioteca Nacional: Los frailes tiene sus comilonas a solas de noche con las monjas; ellos friegan los platos y ellas soplan la lumbre.[2]